# さくらいろ
『さくらいろ』は、日本の音楽グループ時給800円の3枚目のシングル。2006年3月8日発売。
リリース直後、「三人が天狗になってきた」とプロデューサーが解散を決断したため、本曲がラストシングルとなった。

## 収録曲
1. さくらいろ
作詞:鈴木おさむ、作曲:山沢大洋、編曲:武藤星児

## 収録アルバム
- 『GREATEST HITS』（#1）（2006年4月26日）